# Osvaldo Vega Vera
Osvaldo Vega Vera (Cauquenes, 24 de julio de 1928 - Santiago, marzo de 2006) fue un técnico agrícola, empresario y político chileno que se desempeñó en varias ocasiones como diputado de la República. Militó en varios partidos políticos de derecha durante su carrera.

## Biografía
Nació en Cauquenes, el 24 de julio de 1928. Hijo de Gabriel Vega Lobos y Amadora Vera Soto. Falleció en Santiago de Chile en marzo de 2006.
Se casó con Mercedes del Río del Río y en segundo matrimonio, con Juana Elena Rojas. Fue padre de siete hijos.

### Estudios y vida laboral
Realizó sus estudios secundarios en el Liceo de Cauquenes y en los Hermanos Maristas de San Fernando. Los estudios superiores los continuó en la Escuela Agrícola de Chillán, donde obtuvo el título de técnico agrícola
A partir de 1948 fue empresario agrícola en Cauquenes; propietario de exportadoras de maderas, barracas, viñas, ganado y cultivos industriales; dueño de la Feria Regional de Agricultores de Cauquenes S.A; y del matadero SOFACAR.

### Carrera política
Inició sus activadas políticas integrándose al Partido Liberal (PL), fungiendo como presidente de su juventud durante cinco años. En las elecciones municipales de 1960 fue elegido regidor de Cauquenes, ejerciendo como tal hasta 1963. 
En las elecciones parlamentarias de 1965 fue elegido diputado del PL por la Decimotercera Agrupación Departamental "Cauquenes, Constitución y Chanco". Integró la Comisión Permanente de Defensa Nacional; la de Agricultura y Colonización; la de Vivienda y Urbanismo; y la de Obras Públicas y Transportes. Miembro de la Comisión Especial de Vivienda.
En 1966 pasó a formar parte del Partido Nacional (PN)  y en las elecciones parlamentarias de 1969 fue reelegido diputado por la misma Agrupación Departamental.  Integró la Comisión Permanente de Obras Públicas y Transportes durante el XLVI periodo legislativo.
En las elecciones parlamentarias de 1973 fue nuevamente reelegido por la misma Agrupación Departamental en representación del PN. Durante el XLVII periodo legislativo, integró la Comisión Permanente de Agricultura y Colonización. El Golpe de Estado de 1973 puso fin anticipado a sus labores legislativas.
En las elecciones parlamentarias de 1989 se postuló a diputado como independiente fuera de pacto en el Distrito N.°40 de "Longaví, Retiro, Parral, Cauquenes, Pelluhue y Chanco". Obtuvo un 20.34% de los votos sin resultar electo. 
En 1993 se postuló nuevamente a diputado por el mismo distrito en representación de la Unión Demócrata Independiente (UDI), resultado electo con un 26.09% de los votos.  Integró la Comisión Permanente de Defensa Nacional y la de Recursos Naturales, Bienes Nacionales y Medio Ambiente durante el XLIX periodo legislativo. A fines de 1994 abandonó la UDI  y posteriormente se unió a Renovación Nacional (RN).
En las elecciones parlamentarias de 1997 fue reelegido como diputado por el Distrito 40 en representación de RN. Durante el L periodo legislativo integró la Comisión Permanente de Recursos Naturales, Bienes Nacionales y Medio Ambiente; y la de Defensa Nacional.
En 2001 se postuló nuevamente a la reelección como diputado pero no logró ser elegido. 

### Otras actividades
Perteneció a la Tercera Compañía de Bomberos; socio participante de la Federación del Rodeo Chileno; socio del Club Social; socio de la Cooperativa Vitivinícola de Cauquenes; miembro de la Asociación de Pequeños Viticultores de Cauquenes, de la que fue presidente. Fue además Presidente de la Radio Maule de Cauquenes. 
Fue uno de los defensores más acérrimos de Colonia Dignidad.

## Historial electoral

### Elecciones parlamentarias de 1973
- Diputado por la Decimotercera Agrupación Departamental

### Elecciones parlamentarias de 1989
- Elecciones parlamentarias de 1989 para el Distrito 40 (Longaví, Retiro, Parral, Cauquenes, Pelluhue y Chanco).[3]

### Elecciones parlamentarias de 1993
- Elecciones parlamentarias de 1993 para el Distrito 40 (Longaví, Parral, Retiro, Cauquenes, Pelluhue y Chanco)[4]

### Elecciones parlamentarias de 1997
- Elecciones parlamentarias de 1997 para el Distrito 40 (Longaví, Parral, Retiro, Cauquenes, Pelluhue y Chanco)[5]

### Elecciones parlamentarias de 2001
- Elecciones parlamentarias de 2001 para el Distrito 40 (Longaví, Parral, Retiro, Cauquenes, Pelluhue y Chanco)[6]